# Resmo kyrka
Resmo kyrka är en kyrkobyggnad i Resmo socken och Resmo-Vickleby församling på Öland. Den ligger 1,5 mil söder om Färjestaden och tillhör Växjö stift.

## Kyrkobyggnad

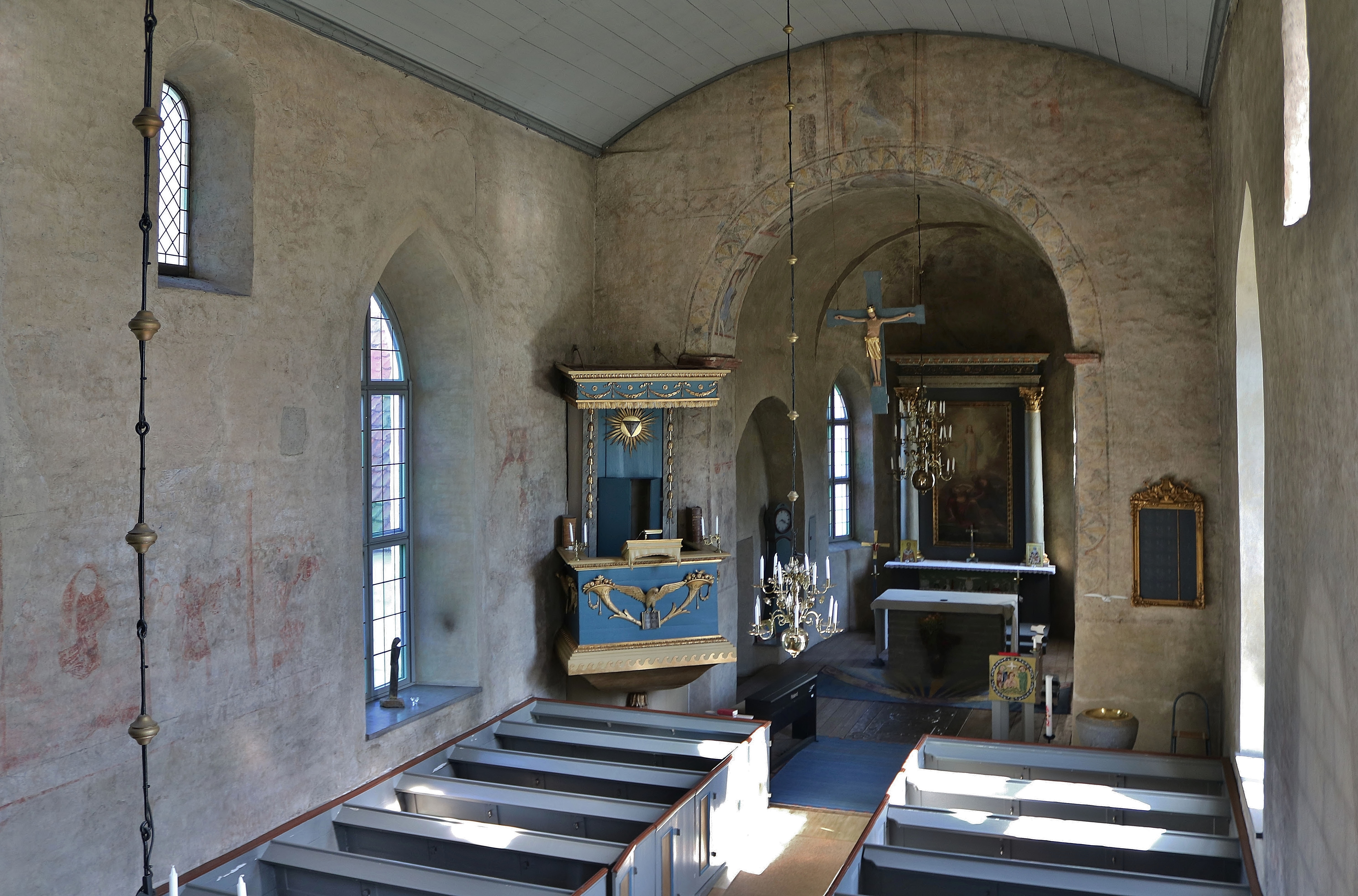
Interiör mot öster

Resmo kyrka är belägen på västra landborgen intill Stora alvaret, i en trakt rik på fornlämningar; bland dessa märks fyra ovanligt stora gånggrifter. Kyrkan består av ett långhus med smalare absidkor, sakristia i norr och torn i väster. Korets plan, liksom även sakristians, är något skev. Norra långhusportalen (vars inre är igenmurad) har nedåt divergerande sidor och täcks av mycket långa ekvirken i en form som i Sverige endast förekommer på Öland, bland annat även i Ventlinge kyrka. Även syd- och västportalerna har varit av samma slag. Tornets öppningar är alla avtäckta med ekplank på insidan. Stora spetsbågiga och mindre rundbågiga fönster, både i norr och söder, lyser upp det höga och smala kyrkorummet, som täcks av ett flackt trätunnvalv.
Ingångar i väster och mitt på sydfasaden leder in i kyrkorummet. Inredningen är huvudsakligen från 1700-talets slut. Resmo äger Ölands största svit av romanska målningar. Till de äldsta, från 1100-talets mitt, hör framställningen av Majestas Domini (lat. "Herrens majestät") i absidens hjälmvalv. Målningarna inne i den höga triumfbågen och på triumfmurens västra sida hör till den något yngre, omfångsrikaste målningssviten tillkommen omkring 1200. Kyrkan rymmer vidare kalkmålningar från 1200-talets mitt och 1500-talets slut.

## Historik

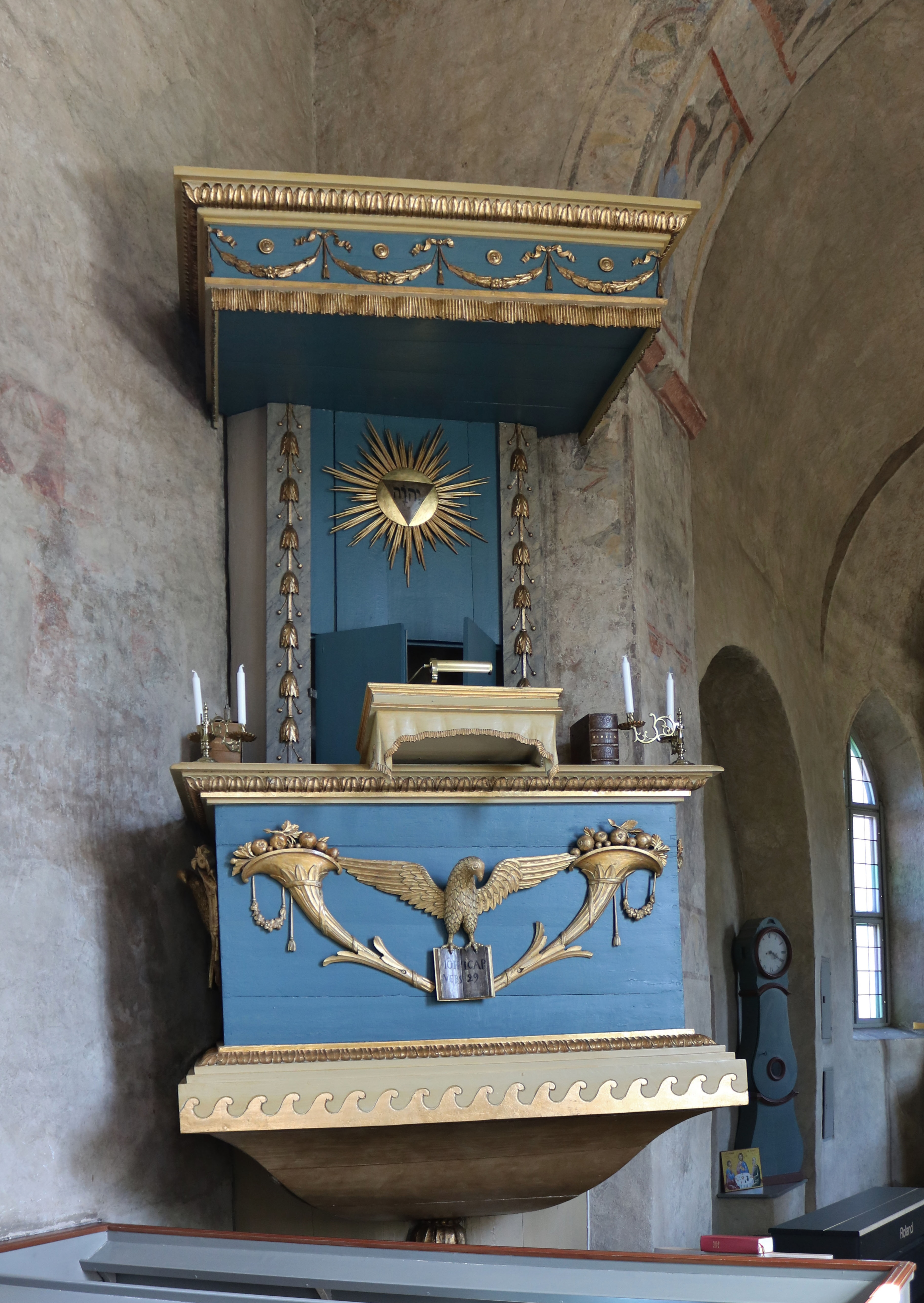
Predikstol

Resmo kyrka är det medeltida Sveriges äldsta bevarade kyrkobyggnad som alltjämt är i bruk. Den är den bäst bevarade av de kvarstående öländska medeltidskyrkorna och har genom byggnadsantikvariska undersökningar dokumenterats till 1000-talet. De äldsta delarna – koret med absid, långhuset, delar av västtornet - daterar sig från 1000-talets slut. Västtornet färdigställdes vid mitten av 1100-talet och omkring år 1200 uppfördes också ett östtorn. En sakristia tillbyggdes vid 1740-talets början. Stora spetsbågiga fönster höggs upp 1784 och det plana innertaket ersattes med ett tunnvalv av trä. Östtornet, som förvandlat kyrkan till en klövsadelskyrka, revs vid 1826 års ombyggnad ned till något över det ursprungliga korets nivå, och kyrkan erhöll i huvudsak sitt nuvarande utseende. Vid samma tillfälle försågs tornet med lanternin; kor och långhus täcks av ett gemensamt sadeltak; korets takfall dock något kortare. Ytterligare förändringar av tornets utseende gjordes 1890. År 1923 förändrades exteriören enligt förslag av arkitekten Anders Roland.

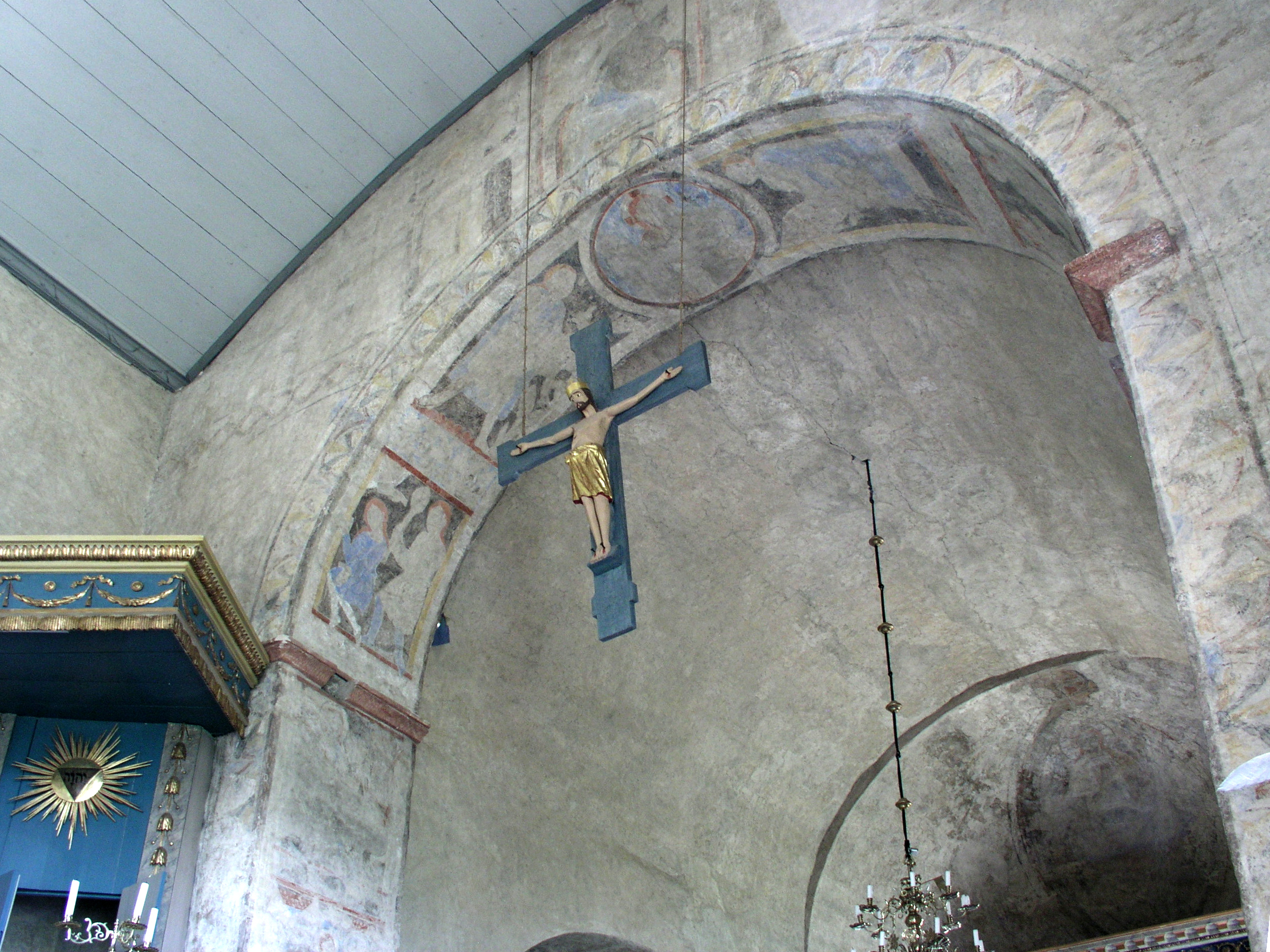
Triumfkrucifix

## Inredning och inventarier
Medeltida kalkmålning i absidens hjälmvalv av oidentifierad upphovsman från 1100-talets andra hälft, (bilder Ytterligare fragment av romanskt muralmåleri inne i den höga triumfbågen och på triumfmurens västra sida. 
På långhusväggarna enstaka senmedeltida dekorationsrester.
[_
Triumfkrucifix av konstnären Sven-Bertil Svensson.
Altaruppsats med trekantgavel från 1799, ritad av Carl Fredric Sundvall, är av en strängt antikiserande aediculatyp, en stil som infördes i Sverige på 1790-talet.  
Predikstol från 1799, skulpterad av Carl Fredric Sundvall.

## Orgel

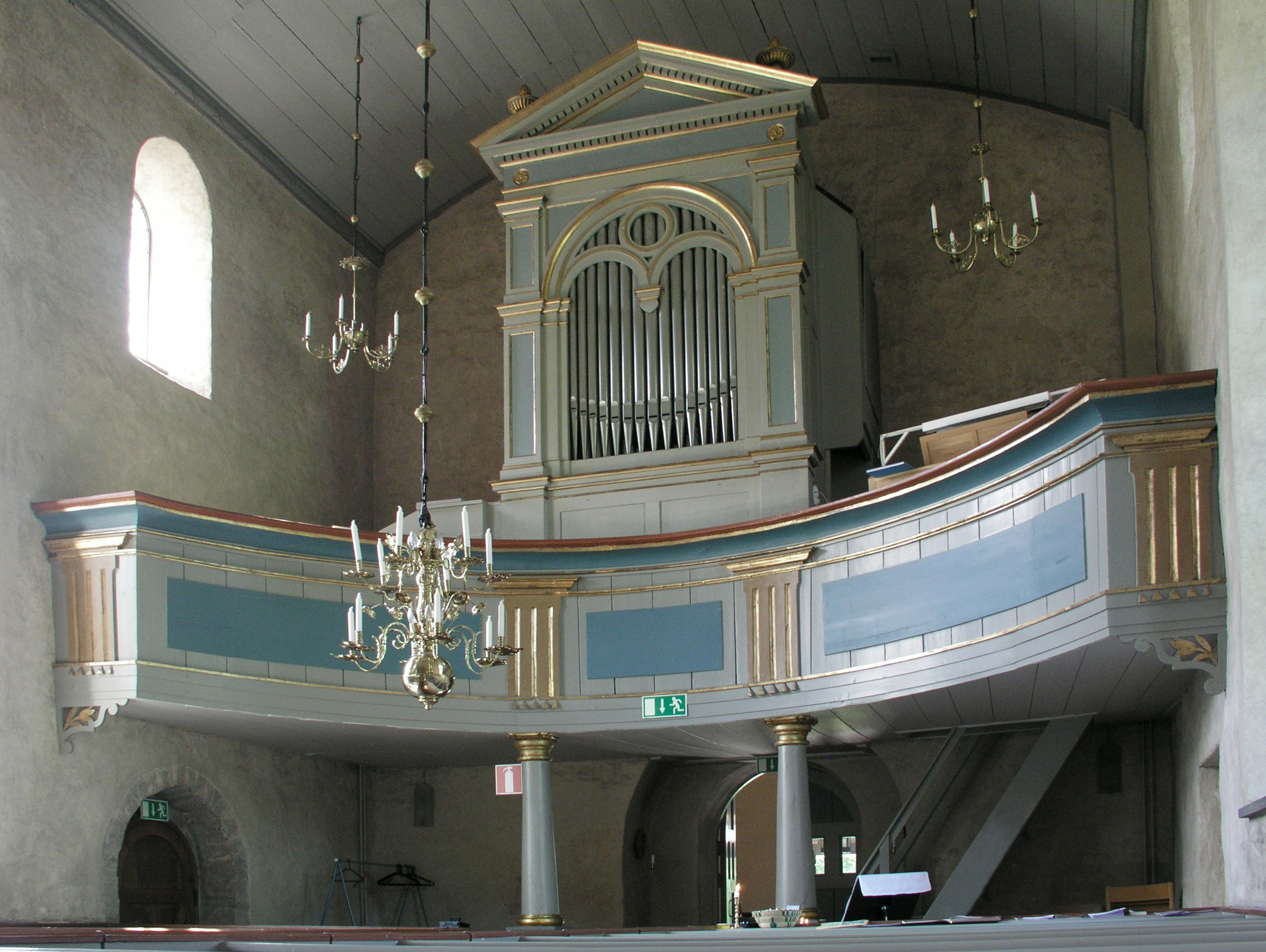
Läktarorgel

- 1892 uppförde firma Åkerman & Lund, Stockholm, ett mekaniskt positiv med fyra stämmor till en kostnad av 2.000 kronor. Orgeln avprovades i juni 1892.[1]
- 1931 påbyggdes Åkermans positiv med en pneumatisk 2:a manual och pedal av Magnussons orgelbyggeri, Göteborg. Registraturen utfördes pneumatisk med en fri och tre fasta kombinationer.
- 1965 omdisponerades orgeln av Olof Rydén, Stockholm.

Nuvarande disposition:
| Huvudverk (I) | Svällverk (II)    | Pedal      | Koppel |
| Gedackt 8′    | Borduna 8′        | Subbas 16′ | II/I   |
| Principal 4′  | Ekoflöjt 4′       | Gedackt 8′ | I 4’   |
| Kvinta 2 ⅔′   | Principal 2’      |            | II 16’ |
| Svegel 2′     | Oktava 1’         |            | I/P    |
|               | Crescendosvällare |            | II/P   |